# Cristianizzazione
La cristianizzazione consiste in azioni volte al proselitismo in favore della religione cristiana, solitamente attraverso l'insegnamento e la diffusione della Bibbia e del Vangelo, che portino a conversioni di massa nella popolazione interessata.

## Descrizione
La prima forma di cristianizzazione fu quella che avvenne nell'ambito dell'Impero Romano a partire dalla predicazione dell'Apostolo Paolo da parte delle chiese cristiane. Inizialmente il Cristianesimo si diffuse nella parte orientale dell'impero, poi progressivamente anche ad occidente e nell'area "latina", poi fuori dai confini dell'Impero. A partire dal 313 con l'Editto di Milano promulgato da Costantino I la predicazione non fu più considerata illecita, e nel 380 con l'Editto di Tessalonica di Teodosio I ebbe il sostegno dello stato, a scapito delle istituzioni legate alla religione tradizionale greco-romana.
I processi di cristianizzazione durante il periodo medievale seguirono due vie principali:
la prima, istituzionale, incentrata su chiese urbane dominate dall'aristocrazia e da una precisa gerarchia sacerdotale attorno alle quali si radunarono i cittadini; la seconda, la scelta monastica, basata sull'organizzazione di una vita comunitaria all'interno di cenobi o monasteri alternativa a quella della città. L'adesione al cristianesimo riguarderà nei primi tempi soprattutto la classe aristocratica che viveva di rendita, lontana dall'esercizio delle armi e dal lavoro manuale. Questa particolarità conferì subito alle gerarchie ecclesiastiche grande autorevolezza.
Dal V secolo partirono le opere di evangelizzazione delle campagne attraverso la fondazione di chiese battesimali e pievi. L'ambito di espansione di ogni fondazione era la diocesi, il territorio sottoposto all'autorità di ciascun vescovo. Secondo lo storico Giovanni Tabacco, l'evangelizzazione delle campagne fu un processo di acculturazione, ossia di reciproco scambio tra culture diverse. I culti delle campagne incisero infatti sulla dottrina cristiana determinando l'affermazione di aspetti vicini alla cultura popolare come il culto dei santi o delle reliquie. Alcune regioni europee furono "cristianizzate" anche dopo il Mille, soprattutto nell'area nord-orientale.
Stessi processi di acculturazione si ebbero in seguito con la cristianizzazione delle popolazioni cosiddette "barbare" che influirono sulla religione cristiana introducendo valori tradizionali germanici come la violenza e la forza. Tali nuovi valori esaltarono il lato eroico e combattivo della religione (martiri). All'interno dei monasteri inoltre si diffuse una terminologia che vedeva nel monaco un "miles Dei" (soldato di Dio) e nella sua via la "militia Christi".
Gran parte delle popolazioni germaniche si convertì al culto ariano, nonostante questo fosse stato condannato dal Concilio di Nicea nel 325. L'arianesimo divenne quindi un simbolo di identità etnica prima che culturale.
In seguito la cristianizzazione si rivolse in particolare alle popolazioni con le quali gli Europei vennero in contatto dopo le grandi scoperte geografiche del XVI secolo: a seconda della religione praticata dalla potenza coloniale fu prevalentemente di matrice cattolica in America meridionale e in Africa, e prevalentemente protestante in America settentrionale (i Padri Pellegrini) e in Australia.
Venne perseguita con metodi sia pacifici che violenti: nel primo caso, tipicamente, attraverso l'opera continua di piccole comunità missionarie, che attraverso l'esempio e l'aiuto prestato alle popolazioni ne favorivano la conversione. In altri casi, per esempio in America del Sud, le credenze e gli usi degli occidentali cristiani e la stessa religione furono imposti con la forza, spesso per motivi legati al controllo politico ed economico da parte delle potenze dominanti.
Fenomeno opposto è la cosiddetta "decristianizzazione ", cioè l'estirpazione più o meno violenta della religione cristiana dalla società. In Europa la scristianizzazione fu un aspetto di una fase della rivoluzione francese, durante il periodo del Terrore, e in Russia durante la rivoluzione sovietica e la politica antireligiosa degli stati comunisti.